# Transitio

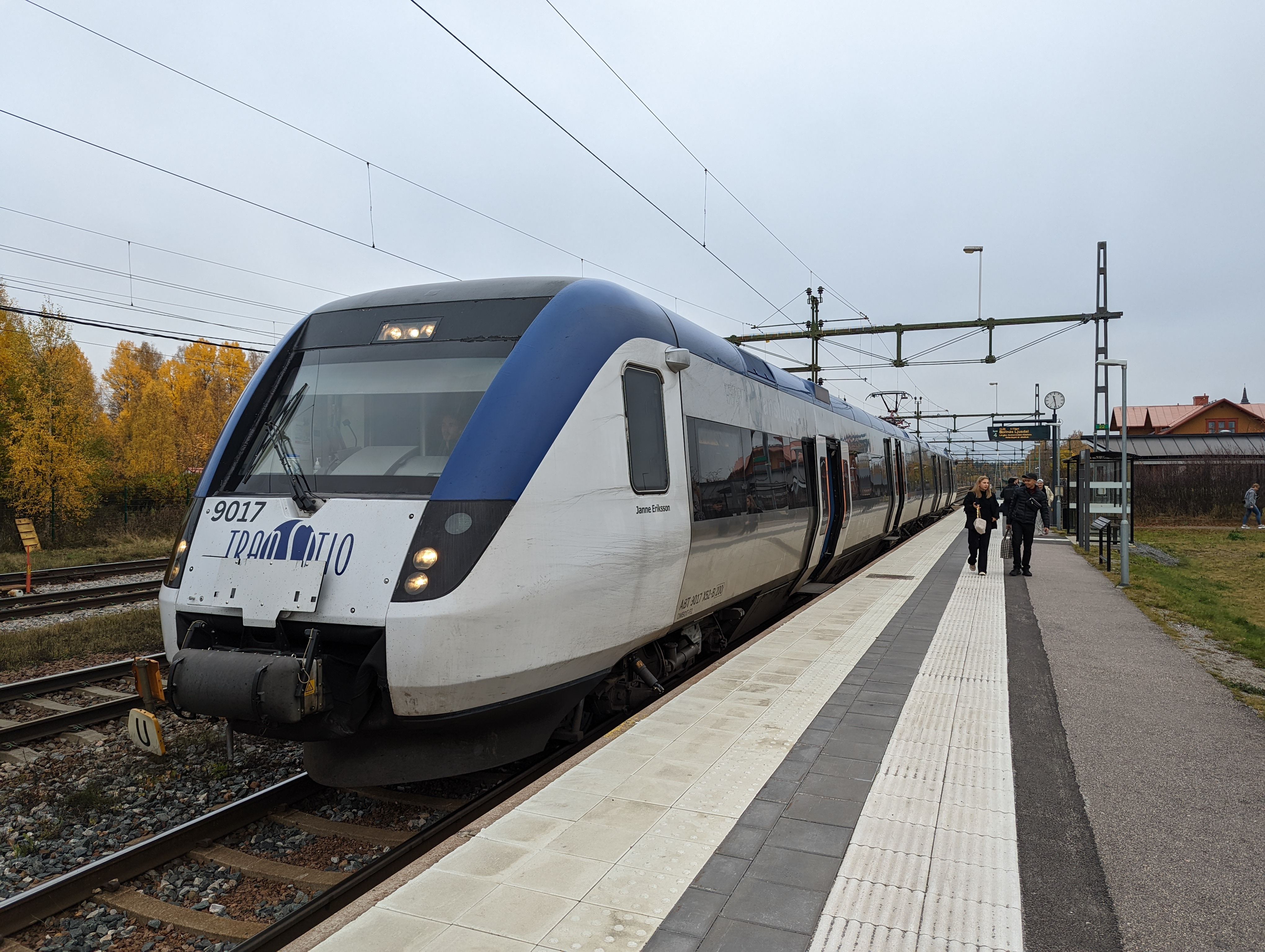
Reginatåg tillhörigt Transitio på stationen i Ockelbo

Transitio är ett svenskt företag som ägs av de tjugo svenska kollektivtrafikmyndigheter inom vars län det finns statlig järnväg. Verksamheten är att köpa in tåg på uppdrag från någon av aktieägarna. Tågen ägs vanligen av det finansbolag som svarar för finansieringen och Transitio är leasetagare gentemot finansbolaget. Ett fåtal tåg ägs av Transitio. Vagnar som Transitio leasar eller äger har vagnägarbeteckningen ABTR.
Bolagets ägare behöver skaffa tåg för sin tågtrafik, vilket är svårt för de operatörer som man anlitar att göra. Det beror på att det tar för lång tid att få dem levererade (ofta mer än två år), och på att de kostar för mycket för många operatörer att köpa.
Ägarna har valt att bilda Transitio för att få bättre kompetens inom inköp och ägande av tåg, bättre förhandlingsposition mot tågtillverkarna, bättre standardisering av krav (vilket också ger lägre priser) och för att organisera omfördelning av fordonen mellan ägarna. Transitio har också några reservfordon att användas då ordinarie fordon tas in på tungt underhåll och periodisk upprustning.
Sammanlagt har under perioden 1999–2012 tåg för runt 25 miljarder kronor anskaffats av Transitio (runt 7 miljarder) eller av Transitios ägare (runt 18 miljarder) på av Transitio ursprungligen upphandlade avtal med leverantörerna Alstom respektive Bombardier. 
Transitio äger eller leasar fordon av följande modeller:
- Regina (X50–X54), elmotorvagnar tillverkade av Bombardier Transportation
- Contessa (X31), elmotorvagnar tillverkade av Bombardier Transportation
- Itino (Y31, Y32), dieselmotorvagnar tillverkade av Bombardier Transportation
- Coradia (X60, X61, X62), elmotorvagnar tillverkade av Alstom.
- X11/X12/X14, äldre elmotorvagnar tillverkade av ABB. De har köpts begagnade av Transitio från Skånetrafiken, Trafikverket och Östgötatrafiken. Detta görs för att finansiera en upprustning.

Det finns andra europeiska fordonstillverkare såsom Siemens, Stadler och Ansaldobreda, men dessa avstod under perioden 1999–2012 från att delta i anbudsgivningarna. Transitio har velat hålla nere antal fordonsmodeller.
I maj 2014 skrev Transitio nya ramavtal med tre tågtillverkare. Förutom Bombardier som redan sålt tåg till Transitio så skrevs avtal med två tillverkare som inte före den tidpunkten levererat tåg till Sverige: spanska CAF och schweiziska Stadler (CAF har dock 2013 levererat spårvagnen A35 till SL, och Stadler i slutet av 2014 tåget Flirt (X74) till nuvarande VR Snabbtåg Sverige). Under denna avtalsperiod har följande tåg beställts:
- ER1, dubbeldäckartåg av modellen Stadler Dosto för Mälardalstrafiks och Tåg i Bergslagens räkning, i trafik sedan 2019
- ER3, elmotorvagnar under tillverkning av CAF, levereras från 2025
- BIR1, bimodala motorvagnar, kan gå på el eller diesel, ska tillverkas av CAF, levereras från 2027